# Йоркас, Лукас
Лукас Йоркас (греч. Λούκας Γιώρκας ; род. 18 октября 1986, Ларнака, Республика Кипр) — греческий и греко-киприотский певец и победитель первого сезона греческой версии серии телевизионных шоу талантов The X Factor. В сентябре 2009 он выпустил свой первый альбом, Mazi, который стал золотым. Он изучал биологию в университете Патры. Лукас представил Грецию на Евровидении 2011 в Германии.
На Евровидении 2011 года в дуэте с Stereo Mike в финале занял 7-е место, получив 120 баллов, при этом победив в 1 полуфинале, набрав наибольшее количество очков.
После Евровидения были записаны песни «Thimame kala», «Gia proti fora», которые стали хитами в Греции. С июня 2011 года до сентября певец выступал с Йоргосом Сабанисом в клубе Barbarella в Салониках. 11 ноября 2011 года стартовала совместная программа Йоркаса с Никифоросом и Теохарисом Иоаннидисом в клубе Messiah! (Колонаки, Афины).

## Карьера

### 2008—2009:The X Factor
Участие в шоу:
- Live 1 — «Eho Mia Agapi»
- Live 2 — «Runaway»
- Live 3 — «Agapi Ti Diskolo Pragma»
- Live 4 — «S' Anazito Sti Saloniki»
- Live 5 — «Bang Bang»
- Live 6 — «Gia To Kalo Mou»
- Live 7 — «I Balanta Tou Kir Mentiou»
- Live 8 — «Instabile»
- Live 9 — «Erotiko»
- Live 10 — «Baby Don’t Let Me Be Misunderstood»
- Live 11 — «San Planodio Tsirko» (First Song)
- Live 11 — «Party» (Second Song)
- Live 12 — «Didimotiho Blues» (First Song)
- Live 12 — «Agriolouloudo» (Second Song)
- Final: «Ladadika» (first song), «Piretos», (second song), «Party» (final song)

### 2010—по настоящее время
11 января 2011 года Греция — Греческая вещательная корпорация (ERT) заявила, что Лукас был одним из шести участников национального финала, чтобы выбрать представителя Греции в Конкурсе песни Евровидение 2011.

## Дискография
- 2009: Mazi (EP)